# C/2013 U2 (Holvorcem)
C/2013 U2 (Holvorcem) — одна з довгоперіодичних комет. Ця комета була відкрита 23 жовтня 2013 року; вона мала 18.7m на час відкриття.